# L'ultimo dei Mohicani (film 1992)
L'ultimo dei Mohicani (The Last of the Mohicans) è un film del 1992 diretto da Michael Mann.
Il film è l'adattamento cinematografico dell'omonimo romanzo del 1826 scritto da James Fenimore Cooper, già portato al cinema con l'omonimo film del 1920 e col film Il re dei pellirosse del 1936, a cui questa pellicola è maggiormente ispirata.
Il film è famoso anche per la sua colonna sonora, che gli valse una nomination al Golden Globe per la migliore colonna sonora originale e un Oscar per il miglior sonoro.

## Trama
1757: durante la Guerra franco-indiana, uno dei teatri della Guerra dei Sette Anni, si svolgono le vicende di una famiglia di nativi americani della tribù dei Mohicani composta da Chingachgook, suo figlio Uncas e il bianco Nathan, detto Occhio di Falco, orfano di genitori del Regno Unito e adottato in tenera età da Chingachgook. Il gruppo è in fuga dalla guerra verso le pianure occidentali. Un giorno, dopo aver cacciato un wapiti, fanno visita ai Cameron, una famiglia di coloni loro amici, presso i quali passano la notte dopo aver cenato insieme.
Il mattino dopo, un tenente reclutatore britannico assolda volontari tra i coloni del vicino villaggio; i tre mohicani però rifiutano e proseguono nel loro viaggio, mentre altri decidono di arruolarsi, fra cui un loro amico, Jack Winthrop. Intanto un maggiore dell'esercito del Regno Unito, Duncan Heyward, giunge ad un presidio militare ad Albany per incontrarsi con degli ufficiali, tra cui il generale Daniel Webb, e consegnare dei dispacci. L'altro incarico è quello di scortare due sorelle, Cora e Alice Munro, figlie del colonnello Edmund Munro, ad un avamposto del Regno Unito, Fort William Henry. Cora e Duncan si conoscono da tempo, e Duncan vorrebbe sposarla, ma la ragazza non ne è convinta e gli chiede altro tempo per pensarci. Poco dopo, si uniscono alla compagnia che deve raggiungere il forte scortati da un nativo di nome Magua, che fa loro da guida. Ma durante il tragitto il nativo aggredisce a tradimento i soldati e dà il via ad un'imboscata di nativi della tribù degli Uroni, alleati dei francesi, che attaccano la compagnia: l'attacco era stato organizzato da Magua stesso, che si era finto un membro dei Mohawk mentre in realtà era un capo Urone, in una vendetta di natura personale verso il colonnello Munro, reo di aver causato la morte dei suoi figli e la distruzione del suo villaggio. Improvvisamente i tre Mohicani, che erano di passaggio, accorrono per aiutarli e nella lotta uccidono tutti gli Uroni, tranne Magua che riesce a fuggire, poi accettano di accompagnare l'ufficiale e le ragazze fino a destinazione.
Nel tragitto hanno tristemente modo di osservare le dolorose conseguenze della guerra e delle spietate incursioni dei francesi e degli nativi loro alleati nei confronti dei coloni del Regno Unito, in una delle quali anche i Cameron loro amici sono stati massacrati. 
A un certo momento, accampatisi per la notte, vengono individuati a distanza da soldati francesi accompagnati da un gruppo di guerrieri Ottawa, ma questi ultimi dissuadono i soldati dall'attaccarli perché i protagonisti si trovano su un terreno di sepoltura, quindi sacro, e vi è proibito combattere. Intanto Nathan e Uncas iniziano pian piano a sviluppare un'attrazione nei confronti delle due giovani sorelle.
Giunti infine a Fort Henry, il gruppo trova Munro asserragliato sotto un logorante assedio francese e ormai prossimo alla resa, sebbene il colonnello, confidando nell'arrivo imminente dei rinforzi del generale Webb, imponga la resistenza a oltranza; tuttavia egli non sa che Webb non ha mai ricevuto nessun avviso sulla loro situazione, venendolo a sapere solo dopo che le sue figlie gli rivelano di non aver mai ricevuto la lettera che lui aveva inviato loro dicendo di non raggiungerlo. Al forte Nathan, Uncas e Chingachgook ritrovano Jack e altri suoi compagni che si trovano a combattere sui bastioni: poco dopo, un corriere con un messaggio di aiuto per Webb si avventura nella foresta coperto da Nathan e gli altri, riuscendo ad allontanarsi dal forte.
Nathan e Uncas raccontano a Munro e ai coloni facenti parte delle truppe volontarie, dei massacri compiuti dal nemico visti durante il loro viaggio; insistendo perché il comandante del Regno Unito dia loro il permesso di abbandonare la difesa del forte per tornare a difendere i loro villaggi, condizione che era stata loro promessa al momento del reclutamento dal generale Webb in persona.
Ma per inimicizia e gelosia verso Nathan, Duncan, dal momento che quella sera Cora ha infine rifiutato la sua proposta di matrimonio, al momento di confermare ciò che Nathan ha raccontato mente sostenendo di non aver visto niente di strano e Munro, di conseguenza, non accetta la testimonianza di Nathan e Uncas per mancanza di prove "concrete". Nathan è arrabbiato e amareggiato: Munro non accetta che si abbandoni la difesa del forte e nega loro il permesso. A questo punto Jack ed altri suoi amici della milizia decidono di disertare per raggiungere le loro case. Nathan decide di aiutarli a fuggire, tenendo di nuovo sotto tiro le sentinelle nemiche che pattugliano la circostante foresta favorendo in tal modo la loro fuga, ma decide altresì di restare al forte per amore di Cora.
Quella notte, mentre dormono, Nathan e gli altri vengono svegliati dai soldati, che arrestano l'uomo perché hanno scoperto la fuga dei disertori e sanno che è stato lui ad aiutarli. Cora, venuta a saperlo, si scontra con suo padre e Duncan per la libertà di Nathan, ma la decisione finale non può essere contestata e lui verrà impiccato per sedizione.
Il mattino dopo, Munro si incontra fuori da Fort Henry con il generale Montcalm, alla guida dei francesi, e apprende dal messaggio di risposta di Webb, il cui messaggero è stato catturato dai Francesi, che egli non manderà rinforzi. Il colonnello allora decide di accettare le condizioni della resa onorevole propostagli da Montcalm, che consentono ai soldati del Regno Unito di abbandonare in forze il forte con l'onore delle armi e di tornare indisturbati verso le proprie linee.
Ma Magua, scontento dell'esito delle trattative e sempre desideroso di attuare la sua vendetta, attacca a sorpresa i soldati del Regno Unito nella foresta con la sua tribù: nello scontro il capo Urone uccide personalmente Munro e gli cava il cuore, mentre i mohicani, Duncan, Cora e Alice, riusciti a fuggire dalla battaglia in direzione delle rapide grazie ad alcune canoe catturate, si rifugiano in una grotta sotto ad una gigantesca cascata. Quando si accorge che gli Uroni li stanno raggiungendo, Cora insiste con Nathan perché almeno lui si salvi e, sebbene riluttante, l'uomo accetta promettendole che farà di tutto per ritrovarla, e la invita a resistere: poi insieme al padre e al fratello si butta nella cascata, per risalire sulla riva del fiume più avanti. Le ragazze e Duncan vengono catturati da Magua e i suoi uomini e portati al loro campo, seguiti a distanza dai tre: qui il Sachem, l'anziano capotribù degli Uroni, ascolta le proposte di Magua, che vorrebbe rivedere i trattati coi Francesi e trasformare gli Uroni in commercianti e scambiare merci per renderli più forti. Ma d'improvviso, disarmato e calmo, Nathan entra nel campo anche se minacciato dagli altri membri della tribù e con l'aiuto di Duncan, che gli fa da interprete perché il Sachem parla francese, prima critica l'operato di Magua e poi si offre in cambio della libertà per Cora; anche Duncan, però, ormai capito che il suo amore per Cora non verrà mai corrisposto, con l'inganno offre la sua vita in cambio di quella della ragazza e si sacrifica al posto di Nathan. Il Sachem decide, quindi, che Cora debba vivere e venire consegnata a Nathan, che Duncan debba morire e che Alice debba diventare la donna di Magua.
L'Urone allora si allontana con la ragazza e alcuni dei suoi, e Nathan, Uncas, Cora e Chingachgook li inseguono, ma prima di andare via Nathan, per pietà verso Duncan, gli spara da lontano mentre viene torturato e lo finisce. Nell'inseguimento Uncas li precede per cercare di salvare Alice, ma viene ucciso da Magua che poi lo butta da un precipizio; Alice, disperata per la morte del suo amato, si suicida gettandosi anche lei sotto lo sguardo confuso di Magua sorpreso da questa sua per lui incomprensibile reazione. Nathan, Chingachgook e Cora assistono impotenti dal basso della rupe senza arrivare in tempo, e solo quando li raggiungono i due uomini uccidono gli Uroni rimasti e Chingachgook affronta Magua, uccidendolo in duello. La vicenda si conclude con il funerale di Uncas e con un ultimo discorso di Chingachgook che, dopo aver vendicato il figlio, prega il Grande Spirito di farglielo raggiungere perché lui è ormai rimasto l'ultimo dei Mohicani: così Cora, Nathan e Chingachgook rimangono insieme in silenzio, affranti, a contemplare il tramonto davanti a loro.

## Cast
- Daniel Day-Lewis interpreta Nathaniel Occhio di Falco: un bianco al quale, quando aveva uno o due anni, è stata uccisa la famiglia e in seguito è stato adottato dal nativo Chingachgook. È molto abile e preciso a sparare col fucile e per questo, oltre che Occhio di Falco dai Mohicani, è soprannominato anche Longue Carabine, che in francese significa appunto "lungo fucile", dagli Uroni e dalle altre tribù alleate dei francesi. È innamorato di Cora.
- Madeleine Stowe interpreta Cora Munro: figlia del colonnello Munro e sorella di Alice, è innamorata di Nathan.
- Russell Means interpreta Chingachgook: è un mohicano e padre di Uncas.
- Wes Studi interpreta Magua: un Urone alleato dei francesi, mosso dal desiderio di uccidere Munro e tutta la sua famiglia per vendetta.
- Eric Schweig interpreta Uncas: figlio di Chingachgook, è un guerriero abile e molto coraggioso ed è innamorato di Alice.
- Jodhi May interpreta Alice Munro: sorella di Cora e figlia del colonnello Munro. È innamorata segretamente di Uncas.

## Produzione
Il regista, in merito alla realizzazione del film, ha raccontato che uno dei primi film che ricorda di aver visto in vita sua, da piccolo, fu una copia in 16 mm del film del 1936, che lo colpì molto: da adulto, nel 1990 circa, decise di prendere in mano quella storia mentre ragionava sul suo progetto successivo. Molta cura venne prestata nel realizzare i costumi e gli oggetti di scena: Daniel Winkler costruì manualmente tutti i tomahawk e Randall King i coltelli; Wayne Watson fu il creatore del fucile di Nathan, il longrifle, e la mazza di Chingachgook fu fatta da Jim Yellow Eagle, mentre il tomahawk di Magua da Fred A. Mitchell. Per i costumi venne inizialmente ingaggiato il costumista premio Oscar James Acheson, che però abbandonò il film e fece togliere il suo nome dal progetto per le differenze artistiche nate tra lui e Mann. Il lavoro venne proseguito dalla costumista Elsa Zamparelli.
La pellicola, anche se ambientata nella provincia di New York, venne girata principalmente nelle foreste dei Monti Blue Ridge, nella Carolina del Nord, tra il 17 giugno e il 10 ottobre 1991. Il set di Fort Henry fu costruito da zero su dei terreni forestali adiacenti al Lago James, sempre nella Carolina del Nord, per un costo totale di 6 milioni di dollari.

## Colonna sonora
La colonna sonora del film è stata composta da Trevor Jones e Randy Edelman.
Michael Mann, inizialmente, chiese a Trevor Jones di elaborare una colonna sonora elettronica per il film, ma alla fine delle riprese decise che una colonna sonora orchestrale sarebbe stata più appropriata per una storia epica come quella narrata, quindi Jones si affrettò a rielaborare la colonna sonora per orchestra nel tempo limite rimasto. Alla fine, con la data di uscita imminente, venne chiamato Randy Edelman per realizzare alcune scene minori che Jones non ebbe il tempo di completare. Jones e Edelman vennero così accreditati entrambi per il film, rendendo però la colonna sonora non ammissibile per gli Oscar; tuttavia la pellicola vinse l'ambito premio per il miglior sonoro.
Il tema principale del film è basato in buona parte sulla melodia del brano The Gael, composta dal cantautore e musicista scozzese Dougie MacLean e tratta dal suo album del 1990 The Search. La musica del brano e della colonna sonora in sé divenne incredibilmente famosa e da allora è stata utilizzata spesso in ambito pubblicitario o in alcuni servizi giornalistici. Mann racconta che il merito di questa scelta fu di sua moglie: lui intendeva usare come base della musica celtica, e mentre cercava da varie fonti lei lo indirizzò verso The Gael perché l'aveva sentita alla radio, e il regista se ne innamorò subito.
La colonna sonora venne poi ri-registrata e pubblicata nel 2000 per ovviare ad alcuni problemi avuti con la sua pubblicazione originale. Le tracce vennero riordinate cronologicamente secondo le scene della pellicola e senza distinzione (l'album originale separava il materiale di Jones da quello di Edelman), vennero aggiunti alcuni spunti e il brano I Will Find You dei Clannad fu rimosso.

### Tracce
Testi e musiche di Dougie MacLean, Trevor Jones, Randy Edelman; edizioni musicali 1992.
1. Main Title – 1:44 (Dougie MacLean)
2. Elk Hunt – 1:49 (Trevor Jones)
3. The Kiss – 2:47 (Trevor Jones)
4. The Glade Part II – 2:34 (Trevor Jones)
5. Fort Battle – 4:55 (Trevor Jones)
6. Promentory – 6:15 (Trevor Jones)
7. Munro's Office/Stockade – 2:30 (Trevor Jones)
8. Massacre/Canoes – 6:52 (Trevor Jones)
9. Top of the World – 2:43 (Trevor Jones)
10. The Courier – 2:27 (Randy Edelman)
11. Cora – 2:30 (Randy Edelman)
12. River Walk and Discovery – 5:30 (Randy Edelman)
13. Parlay – 3:46 (Randy Edelman)
14. The British Arrival – 2:00 (Randy Edelman)
15. Pieces of a Story – 4:58 (Randy Edelman)
16. I Will Find You" (performed by Clannad) – 1:42 (Randy Edelman)

Durata totale: 55:02
Riedizione del 2000
1. "Main Title" – 1:52
2. "Elk Hunt" – 1:50
3. "Bridge at Lacrosse" – 1:23
4. "Garden Scene" – 3:20
5. "Ambush" – 2:35
6. "The Glade" – 3:16
7. "Fort Battle" – 4:18
8. "The Courier" – 2:30
9. "The Kiss" – 2:49
10. "Stockade" – 2:47
11. "Massacre" – 6:54
12. "Ascent / Pursuit" – 3:06
13. "Promentory" – 5:38
14. "Top of the World" – 3:01

## Distribuzione
La pellicola è uscita negli Stati Uniti d'America il 25 settembre 1992 in 1856 cinema. È stato poi distribuito nei vari paesi nelle seguenti date:
- Francia: Le dernier des Mohicans, 26 agosto 1992
- Corea del Sud: 25 settembre 1992
- Svezia: Den siste Mohikanen, 2 ottobre 1992
- Regno Unito: 6 novembre 1992
- Spagna: El último mohicano, 27 novembre 1992
- Portogallo: O Último dos Moicanos, 11 dicembre 1992
- Finlandia: 18 dicembre 1992
- Italia: 22 dicembre 1992
- Germania: Der letzte Mohikaner, 14 gennaio 1993
- Paesi Bassi: 21 gennaio 1993

Il film è uscito nelle sale con una durata di 112 minuti. È stato poi portato a una lunghezza di 117 minuti per la sua uscita negli Stati Uniti in DVD il 23 novembre 1999, per poi essere rimontato nuovamente per la sua uscita in Blu-ray il 5 ottobre 2010; questa edizione è stata annunciata come la director's definitive cut, con una lunghezza di 114 minuti.

## Accoglienza

### Incassi
L'ultimo dei Mohicani fu il film più visto nel suo weekend di apertura: alla fine del suo primo fine settimana aveva generato 10976661 $, ed entro la fine della sua programmazione, il film aveva incassato 75505856 $. È stato classificato al 17º posto tra i film di maggior incasso del 1992 negli Stati Uniti.

### Critica
Il film venne accolto con un plauso quasi universale da parte della critica ed ottenne un successo universale al botteghino. In particolare, il film venne elogiato per la musica e la fotografia. Desson Howe del Washington Post commentò positivamente il "paesaggio spettacolare".

## Riconoscimenti
- 1993 - Premio Oscar
  - Miglior sonoro a Chris Jenkins, Doug Hemphill, Mark Smith e Simon Kaye
- 1993 - Golden Globe
  - Candidatura Miglior colonna sonora a Trevor Jones e Randy Edelman
- 1993 - Premio BAFTA
  - Migliore fotografia a Dante Spinotti
  - Miglior trucco a Peter Robb-King
  - Candidatura Miglior attore protagonista a Daniel Day-Lewis
  - Candidatura Migliore scenografia a Wolf Kroeger
  - Candidatura Migliori costumi a Elsa Zamparelli
  - Candidatura Miglior sonoro a Chris Jenkins, Doug Hemphill, Mark Smith e Simon Kaye
  - Candidatura Miglior colonna sonora a Trevor Jones e Randy Edelman
- 1994 - BMI Film & TV Awards
  - Miglior colonna sonora a Trevor Jones e Randy Edelman